# Slagesnässjön
Slagesnässjön är en sjö i Olofströms kommun i Blekinge och ingår i Skräbeåns huvudavrinningsområde. Sjön är 20,5 meter djup, har en yta på 0,281 kvadratkilometer och befinner sig 89,1 meter över havet. Sjön avvattnas av vattendraget Snövlebodaån. Vid provfiske har bland annat abborre, braxen, gädda och gös fångats i sjön.

## Delavrinningsområde
Slagesnässjön ingår i det delavrinningsområde (624824-142167) som SMHI kallar för Utloppet av Slagesnässjön. Medelhöjden är 110 meter över havet och ytan är 3,63 kvadratkilometer. Räknas de 8 avrinningsområdena uppströms in blir den ackumulerade arean 93,97 kvadratkilometer. Snövlebodaån som avvattnar avrinningsområdet har biflödesordning 2, vilket innebär att vattnet flödar genom totalt 2 vattendrag innan det når havet efter 42 kilometer. Avrinningsområdet består mestadels av skog (83 %). Avrinningsområdet har 0,27 kvadratkilometer vattenytor vilket ger det en sjöprocent på 7,5 %.

## Fisk
Vid provfiske har följande fisk fångats i sjön:
- Abborre
- Braxen
- Gädda
- Gös
- Lake
- Löja
- Mört
- Sarv